# Elsa Beata Bunge
Elsa Beata Bunge (née Wrede le 18 avril 1734 et morte le 19 janvier 1819) est une botaniste, écrivaine et noble suédoise. 

## Biographie
Elsa Beata est la fille de l'homme d'État et noble, le baron Fabian Wrede et de Katarina Charlotta Sparre. En 1761, elle épouse le comte Sven Bunge, homme d'État. Elle est une botaniste amateur enthousiaste et a installé de grandes serres dans son manoir Beateberga, nom du domaine signifiant "La montagne de Beata". Bunge est en lien avec l'Académie royale suédoise des sciences et correspond avec Carl von Linné. Son époux est membre de l'académie et à partir de 1780, elle correspond avec l'académie, discutant d'expériences botaniques scientifiques et rapportant diverses résultats. 
Elle devient célèbre en tant que botaniste et écrit l’ouvrage botanique Om vinrankors beskaffenhet efter sjelfva naturens anvisningar ("Sur la nature des grappes de vignes à la direction de la nature elle-même") qui contient plusieurs tableaux de résultats expérimentaux, et lui permet de se faire connaître comme botaniste. 
La comtesse Bunge attire l'attention en raison de sa façon de s'habiller en homme, à l'exception de la jupe qu'elle porte. On raconte beaucoup d'histoires et d’anecdotes à son sujet. Par exemple, durant le règne de Gustav III (1771-1792), le monarque remarqua une femme vêtue de façon particulière à l'Opéra royal de Stockholm et demanda qui elle était, ce à quoi Bunge répondit "Dites à Sa Majesté que je suis la fille de l'homme d'État Fabian Wrede et mariée à l'homme d'État Sven Bunge." 
Bunge participe, au milieu du XVIIIe siècle, à la tradition de critiquer les gens par des poèmes anonymes : elle est soupçonnée d'être l'auteur de l'ouvrage satirique diffamatoire Kom kära Armod lät oss vandra (Viens, chère pauvreté, allons-y) contre l'avare chambellan Conrad Lohe. 
Elsa Beata Bunge est décédée dans le manoir Beateberga dans la commune de Röö en 1819. 

## Travail
- Sur la nature des grappes de vignes à la direction de la nature elle-même (1806)